# Transformista
Transformista (português brasileiro) ou travesti (português europeu) é alguém que veste roupas cuja expressão de gênero é tipicamente associada ao sexo oposto ou um gênero diferente do seu, com intuitos essencialmente comerciais, sem ligação a sua orientação sexual ou identidade de gênero. 